# Cortometraggi (album)
| Recensione | Giudizio |
| ---------- | -------- |
| Rockol     | 6/10     |

Cortometraggi è il sesto album in studio della cantautrice italiana Giusy Ferreri, pubblicato il 18 febbraio 2022 dalla Sony Music.

## Descrizione
Il progetto discografico vede numerosi collaboratori e produttori, tra cui Enrico Brun, Matteo Cantaluppi e Marco Paganelli, Takagi & Ketra e Davide Simonetta. Ferreri ha raccontato il significato dell'album:
(Giusy Ferreri)

## Accoglienza
Fabrizio Basso di Sky TG24 scrive che l'album «racchiude una narrazione di tanti piccoli film che esprimono concetti, situazioni e stati d’animo di vario genere». Luca Mastinu di Optimagazine riporta che «Giusy Ferreri ha inserito, nel disco, tanti stili per assortire al meglio tutte le sfumature che l’hanno ispirata negli ultimi anni».

## Promozione
L'album è stato anticipato prima dal singolo Gli Oasis di una volta, poi da Miele che è stato presentato per la prima volta dal vivo in occasione della prima serata del Festival di Sanremo 2022.

## Tracce
1. Miele – 2:54 (testo: Davide Petrella – musica: Federica Abbate, Fabio Clemente e Alessandro Merli)
2. Qualsiasi amore – 3:14 (Davide Simonetta, Paolo Antonacci e Roberto Casalino)
3. Federico Fellini – 3:21 (Diego Mancino, Giulia Anania e Daniele Coro)
4. Gli Oasis di una volta – 3:21 (Giuseppa Ferreri, Gerardo Pulli, Mario Fanizzi, Gaetano Curreri e Piero Romitelli)
5. Causa effetto – 3:18 (Antonio Calò, Cesare Chiodo e Matteo Valicelli)
6. Angoli di mare – 3:28 (testo: Vincenza Casati e Saverio Grandi – musica: Vincenza Casati)
7. L'amore è un tiranno – 3:43 (testo: Diego Mancino – musica: Carlo Frigerio e Fabio Dalè)
8. La forma del tuo cuore – 3:33 (Diego Mancino e Matteo Curallo)
9. Quello che abbiamo perso – 3:22 (Diego Mancino, Daniele Coro e Virginio Simonelli)
10. Cuore sparso – 3:13 (testo: Giovanni Caccamo e Paolo Antonacci – musica: Giovanni Caccamo, Paolo Antonacci e Pietro Paolo Salamone)
11. Il diritto di essere felice – 3:05 (testo: Antonio Iammarino – musica: Marco Masini)
12. Ricordo – 3:43 (Giuseppa Ferreri)

## Classifiche
| Classifica (2022) | Posizione massima |
| ----------------- | ----------------- |
| Italia            | 25                |